# Amorgos
Amorgos (tiếng Hy Lạp: ?) là một khu tự quản ở vùng Nam Egeo, Hy Lạp. Khu tự quản Amorgos có diện tích 126 km², dân số theo điều tra ngày 18 tháng 3 năm 2001 là 1852 người.